# Juan Zurita
Juan Zurita (* 2. Mai 1917 in Veracruz, Mexiko als Juan Bautista Zurita Ferrer; † 24. März 2000 in Estado de Mexiko, Mexiko) war ein mexikanischer Boxer im Leichtgewicht.
Am 13. Februar 1932 gab er gegen Kid Nacho mit einem einstimmigen Punktsieg über sechs Runden erfolgreich sein Profidebüt. 1933 musste er gegen seinen Landsmann Carlos Ibarra seine erste Niederlage hinnehmen. Am 8. März 1944 wurde er Weltmeister des Verbandes NBA (die NBA nannte sich im Jahre 1962 in WBA um). Er hielt diesen Titel bis zum 18. April 1945.